# Upplevd rättvisa
Upplevd rättvisa (perceived justice eller perceived fairness) avser inom psykologi, marknadsföring och organisationsteori individens subjektiva bedömning av rättvisa i en situation där han eller hon är mottagare av resurser och kan jämföra mängden mottagna resurser för egen del i förhållande till vad en annan person får.

## Bakgrund
En vanlig utgångspunkt i teori om upplevd rättvisa, sedan Adams (1963), är att individer är närmast programmerade att notera om de erhåller lika mycket, mindre eller mer i förhållande till vad andra individer erhåller i samma situation. När individen erhåller lika mycket som en annan individ, resulterar det i upplevd rättvisa; när individen erhåller mindre (underkompensation) eller mer (överkompensation) än en annan individ resulterar båda dessa utfall i upplevd orättvisa. Teorin tar alltså fasta på att det inte endast är det intuitivt självklara fallet med underkompensation som resulterar i upplevd orättvisa. Anledningen till att också överkompensation resulterar i upplevd orättvisa är att individer i regel värdesätter ett allokeringssystem som minimerar godtycke och ett ständigt förhandlingsbehov. Ett vanligt resultat i empiriska studier är dock att individer är något mindre känsliga för orättvisa i fall där de erhåller överkompensation jämfört med underkompensation, vilket förklaras med att personliga fördelar ofta betraktas som mer värdefulla än ett generellt rättvist allokeringssystem. Teori om upplevd rättvisa utgår också från att slutresultatet av individens subjektiva bedömning av rättvisa påverkar individens sinnestillstånd, i så måtto att upplevd orättvisa antas ge upphov till negativa reaktioner som otillfredsställelse (vid underkompensation) och skuldkänslor (vid överkompensation), medan upplevd rättvisa ger tillfredsställelse.

## Användningsområden
Inom forskning inom psykologi och organisationsteori har man framförallt studerat individens upplevelse av rättvisa i fallet med löneskillnader mellan medarbetare på samma arbetsplats. Inom marknadsföring har forskningen fokuserat på upplevd rättvisa när en kund blir utsatt för fel i en tjänsteleverans och dess konsekvenser för kundnöjdhet.